# Leucothoe kensleyi
Leucothoe kensleyi is een vlokreeftensoort uit de familie van de Leucothoidae. De wetenschappelijke naam van de soort is voor het eerst geldig gepubliceerd in 2005 door Thomas & Klebba.